# Gerard Egelmeers
Gerardus Paul Maria (Gerard) Egelmeers (Veldhoven, 1 mei 1969), is een Nederlandse roeier. Hij vertegenwoordigde Nederland bij verschillende grote internationale wedstrijden. Zo nam hij eenmaal deel aan de Olympische Spelen, maar won hierbij geen medaille.
Egelmeers was in zijn actieve tijd aangesloten bij de Eindhovense studentenroeivereniging Thêta. In 2000 maakte hij op 31-jarige leeftijd zijn olympische debuut bij de Olympische Spelen van Sydney op het onderdeel skiff. De olympische roeiwedstrijden vonden plaats op het Regatta Centre van Penrith Lake, een speciaal voor de Olympische Spelen aangelegde roei en kanobaan. Via de series (7.05,48), de herkansing (7.04,25), de halve finale (7.07,14) moest hij genoegen nemen met een plaats in de kleine finale. Hierbij werd hij eerste in 6.55,29 en eindigde zodoende op een zevende plaats overall.
Na het roeien legde hij zich toe op de triatlon. Hij werd lid van de Eindhovense studenten triathlonvereniging Squadra Veloce. Zijn doel was het bemachtigen van een Hawaii-slot, en daar slaagde hij in Frankfurt 2004 in door in 9:34.08 te finishen. De Ironman Hawaï 2004 volbracht hij in 10:49.59 (zwemmen 1:08.18, fietsen 5:22.00 en hardlopen 4:09.39).
Later werd hij roeitrainer van onder meer Floris Lievens en Jacob Haartsen.

## Palmares

### roeien (skiff)
- 2000: 8e Wereldbeker I - 7.11,64
- 2000: DNS Wereldbeker III
- 2000: 7e OS - 6.55,29

### roeien (dubbeltwee)
- 1999: 9e Wereldbeker III - 6.29,06
- 2001: 8e Wereldbeker IV - 6.35,95
- 2001: 10e WK - 6.27,84

### roeien (dubbelvier)
- 1998: 5e Wereldbeker II - 5.49,91
- 1998: 10e Wereldbeker III - 6.10,87
- 1998: 8e WK - 5.50,27
- 1999: 4e Wereldbeker I - 6.12,36